# Ware
Ware és un poble pertanyent al comtat de Hertfordshire, a Anglaterra (Regne Unit), amb una població a mitjan 2016 de 19.921 habitants.
És al sud-oest de la regió est d'Anglaterra, al nord de Londres i a poca distància de la ciutat de Hertford —capital del comtat.